# Dhulian
Dhulian ist eine Stadt im indischen Bundesstaat Westbengalen.
Die Stadt gehört zum Distrikt Murshidabad. Dhulian hat den Status einer Municipality. Die Stadt ist in 19 Wards (Wahlkreise) gegliedert.

## Demografie
Die Einwohnerzahl der Stadt liegt laut der Volkszählung von 2011 bei 95.706 und die der Agglomeration bei 239.019. Dhulian hat ein Geschlechterverhältnis von 1009 Frauen pro 1000 Männer und damit einen für Indien seltenen Frauenüberschuss. Die Alphabetisierungsrate lag bei 63,0 % im Jahr 2011. Knapp 78 % der Bevölkerung sind Muslime, ca. 21 % sind Hindus und ca. 1 % gehören einer anderen oder keiner Religion an. 18,5 % der Bevölkerung sind Kinder unter 6 Jahren.

## Infrastruktur
Die Stadt ist durch einen Bahnhof mit dem Rest des Landes verbunden. Dhulian gilt als möglicher Knotenpunkt für Binnenschifffahrt (Inland Water Transport) zwischen Murshidabad und der Stadt Rajshahi in Bangladesch.